# 쉬옌 (유도 선수)
쉬옌(중국어 간체자: 许岩, 정체자: 許岩, 병음: Xǔ Yán, 한자음: 허암, 1981년 11월 4일~)은 중화인민공화국의 유도 선수로 2008년 하계 올림픽 여자 라이트급에서 동메달을 획득했다.